# Jørgen Mandix
Jørgen Mandix (født 15. januar 1759 i København, død 8. august 1835 i Christiania) var en danskfødt norsk jurist. Han var bror til Jacob Mandix. 
Han blev student 1776 fra Metropolitanskolen og juridisk kandidat 1782. Samme år blev han kancellisekretær, 1783 kopist, 1792 registrator og samme år kancellist i Danske Kancelli, hvorpå han 1796 udnævntes til borgmester og byfoged i Slagelse og herredsfoged i Løve Herred. I 1805 forflyttedes han til Trondhjem som 2. assessor i den derværende Stiftsoverret, og fra nu af tilhørte hans virksomhed Norge. Han blev 1807 medlem af Kommissionen ang. Trondhjems Vaisenhus og Skole, 1810 assessor i Priseretten for Trondhjem Stift og 1814 konstitueret stiftamtmand over Trondhjem Stift.
Ved organisationen af den norske Højesteret i 1814 blev han udnævnt til assessor i denne ret. Da Christian Magnus Falsen døde 1830, blev Mandix som rettens ældste assessor 1831 udnævnt til dens justitiarius. I denne stilling forblev han til 13. april 1835, da han tog afsked. Hans forfattervirksomhed er ubetydelig. Som medlem af Højesteret deltog han i Rigsretterne 1815, 1821 og 1827. Han var medlem af Det Kongelige Norske Videnskabers Selskab i Trondhjem. Han blev 7. september 1818 Ridder af Nordstjerneordenen og 28. januar 1832 Kommandør af samme orden. 